# Le Magazine des Arts
 (septembre 2012).
Si vous disposez d'ouvrages ou d'articles de référence ou si vous connaissez des sites web de qualité traitant du thème abordé ici, merci de compléter l'article en donnant les références utiles à sa vérifiabilité et en les liant à la section « Notes et références ».
Le Magazine des Arts est un magazine trimestriel consacré à l'art contemporain et à la culture, créé en décembre 2011 au sein du groupe Entreprendre Robert Lafont. Depuis août 2012 Françoise Surcouf en est la rédactrice en chef.

## Ligne éditoriale
Un magazine éclectique qui aborde à la fois peinture, architecture, sculpture et design. Il présente aussi, à partir de son numéro d'octobre 2012, des portfolios photo, des rubriques livres et cinéma et d'autres consacrées aux expositions en Europe et dans le monde.